# Kanton Saint-Amand-en-Puisaye
Kanton Saint-Amand-en-Puisaye (francouzsky Canton de Saint-Amand-en-Puisaye) je francouzský kanton v departementu Nièvre v regionu Burgundsko. Tvoří ho šest obcí.

## Obce kantonu
- Arquian
- Bitry
- Bouhy
- Dampierre-sous-Bouhy
- Saint-Amand-en-Puisaye
- Saint-Vérain